# Isidore Rufyikiri
Isidore Rufyiri är en burundisk advokat och politiker som kandiderade i presidentvalet i Burundi 2015. Han gick till val med löften om att bekämpa fattigdom och försöka skapa ett rättvisare Burundi.
Han ha även varit rådgivare på Burundis ambassader i Algeriet och Tanzania.